# Hymenachne amplexicaulis
Canarana-de-folha-miúda, capim-camalote-da-água, capim-de-capi-vara, capim-rabo-de-rato ou capim-rabo-de-rato-grande (nome científico Hymenachne amplexicaulis) é uma planta da família das gramíneas nativa do Planalto das Guianas e da Amazônia, típica de terrenos pantanosos.
A canarana é uma das espécies mais comuns das ilhas flutuantes dos rios amazônicos.